# آذر ۱۳۹۱
آذر ۱۳۹۱، نهمین ماه سال ۱۳۹۱ هجری خورشیدی است.
آغاز آن چهارشنبه: ۱ آذر ۱۳۹۱ (۲۱ نوامبر ۲۰۱۲ میلادی)